# Bianca Anton
Bianca-Georgiana Anton (* 21. Januar 2000) ist eine rumänische Leichtathletin, die sich auf den Sprint spezialisiert hat.

## Sportliche Laufbahn
Erste Erfahrungen bei internationalen Meisterschaften sammelte Bianca Anton im Jahr 2017, als sie bei den U18-Weltmeisterschaften in Nairobi mit 56,53 s im Halbfinale im 400-Meter-Lauf ausschied und in 3:34,70 min den siebten Platz in der gemischten 4-mal-400-Meter-Staffel belegte. Anschließend konnte sie bei den U20-Europameisterschaften in Grosseto ihren Vorlauf nicht beenden und verpasste mit der 4-mal-400-Meter-Staffel mit 3:46:69 min den Finaleinzug. 2019 schied sie bei den U20-Europameisterschaften in Borås mit 57,31 s in der ersten Runde aus und 2020 belegte sie bei den Balkan-Meisterschaften im heimischen Cluj-Napoca in 56,35 s den vierten Platz über 400 m und gewann ursprünglich im Staffelbewerb die Silbermedaille, diese wurde ihr jedoch aufgrund einer gedopten Mitstreiterin im Nachhinein wieder aberkannt. 2021 klassierte sie sich dann bei den Balkan-Meisterschaften in Smederevo mit 3:47,01 min auf dem sechsten Platz in der 4-mal-400-Meter-Staffel.
In den Jahren 2019 und 2021 wurde Anton rumänische Meisterin in der 4-mal-100-Meter-Staffel sowie 2021 auch in der 4-mal-400-Meter-Staffel.

## Persönliche Bestzeiten
- 400 Meter: 55,45 s, 12. Juli 2017 in Nairobi
  - 400 Meter (Halle): 57,59 s, 11. März 2017 in Bacău